# 21. januar
21. januar er dag 21 i året, i den gregorianske kalender. Der er 344 dage tilbage af året (345 i skudår).
- Agnes' dag, opkaldt efter Agnes, der var en romersk jomfru, som hellere ville være Jesu brud end giftes med en hedensk bejler.

- Det er første dag i Vandmandens tegn, hvis stjernebillede er Saturn. Latin: Aquarius.

### Begivenheder
Født - Dødsfald
- 1506 - Verdens ældste (endnu eksisterende) hær, den 80-90 mand store schweizergarden i Vatikanstaten oprettes officielt. Dens oprindelse kan dog spores helt tilbage til før år 1400.
- 1643 - Abel Tasman opdager Tonga.
- 1702 - Vornedskabet bliver ophævet.
- 1710 - Særlige domstole bliver oprettet til behandling af skovsager, for eksempel brændetyveri og krybskytteri.
- 1711 - Pesten kommer til Danmark. Det lille fiskerleje Lappen, nord for Helsingør, bliver denne dag isoleret på grund af flere mistænkelige sygdomstilfælde.
- 1720 - Sverige og Preussen underskriver Stockholm-aftalen, som markerer krigen mellem de to lande; Den Store Nordiske Krig forstsææter dog nogle år endnu.
- 1857 - Lov om oprettelse af Det kgl. Blindeinstitut bliver gennemført.
- 1908 - Den såkaldte ”Sullivan Ordinance” forbyder kvinder at ryge i New York City, USA. Byens borgmester nedlægger dog veto mod denne beslutning.
- 1919 - Sinn Féin i Irland proklamerer en uafhængig irsk republik.
- 1925 - Albanien erklæres som republik.
- 1954 - Verdens første atomubåd, Nautilus, bliver søsat af USA.
- 1967 - Det danske håndbold-herrelandshold vinder sølv ved VM i Sverige.
- 1968 - Et amerikansk atomvåbenbevæbnet B-52 bombefly styrter ned nær Thule Air Base i Grønland. Flere kilo radioaktivt våben-plutonium bliver spredt ud over baseområdet.
- 1977 - En stærkt omdiskuteret abortlov bliver gennemført i Italien.
- 1988 - De tre brødre, som ejer Jydekompagniet A/S, bliver anholdt og sigtet for mandatsvig til 11 millioner kroner. De bliver et par år senere pure frikendt.
- 1997 - Samtlige dommere i Østre Landsret erklærer sig inhabile i retssagen om tvangsflytningen af grønlandske fangere fra Gammel Thule i 1953.
- 1999 - PFA-Byg direktør Rasmus Trads bliver varetægtsfængslet i 13 dage, sigtet for dokumentfalsk.
- 2002 - Der bliver kastet æg mod statsminister Anders Fogh Rasmussen efter et besøg i Kirkens Korshærs varmestue på Nørrebro, hvor han har overrakt en check.
- 2004 - Det norske kronprinsepar, kronprins Haakon og kronprinsesse Mette-Marit, nedkommer med deres førstefødte, en pige, der som tronarving kan blive Norges første kvindelige regent i 600 år.
- 2004 - 16 elever påbegynder som de første i landet en uddannelse som hospitalsklovne.
- 2006 - Danmarks tronarving, Kronprins Frederik og Kronprinsesse Marys søn, bliver døbt Christian Valdemar Henri John.

### Født
- 1619 - Anders Bording, dansk digter og journalist (død 1677).
- 1798 - Hans Ernst Krøyer dansk komponist til Der er et yndigt land. (død 1879)
- 1829 - Oscar 2., svensk konge (død 1907).
- 1852 - Emma Gad, dansk forfatterinde til Takt og Tone (død 1921).
- 1883 - Francis Hackett, irsk forfatter (død 1962).
- 1891 - Knuth Becker, dansk forfatter (død 1974).
- 1905 - Christian Dior, fransk modeskaber (død 1957).
- 1918 - Richard Winters, officer under 2. verdenskrig (død 2011).
- 1922 - Paul Scofield, britisk skuespiller (død 2008).
- 1922 - Telly Savalas, amerikansk skuespiller (død 1994).
- 1925 - Benny Hill, engelsk komiker (død 1992).
- 1938 - John Savident, britisk skuespiller.
- 1940 - Jack Nicklaus, amerikansk golfspiller.
- 1941 - Plácido Domingo, spanskfødt tenor.
- 1941 - Richie Havens, amerikansk sanger og guitarist (død 2013).
- 1942 - Mac Davis, amerikansk sanger.
- 1942 - Freddy Breck tysk schlagersanger (død 2008).
- 1946 - Frode Sørensen, dansk bankfilialchef, politiker og tidligere minister.
- 1947 - Jill Eickenberry, amerikansk skuespiller.
- 1950 - Billy Ocean, vestindisk sanger.
- 1953 - Paul Allen, amerikansk virksomhedsgrundlægger (Microsoft sammen med Bill Gates) (død 2018).
- 1955 - Jeff Koons, amerikansk billedkunstner.
- 1956 - Geena Davis, amerikansk skuespillerinde.
- 1961 - Pia Christmas-Møller, dansk folketingsmedlem.
- 1966 - Trine Michelsen, dansk model (død 2009).
- 1969 - Gitte Lillelund Bech, dansk forsvarsminister.
- 1976 - Emma Bunton, engelsk sanger.
- 1983 - Wafande, dansk reggae- og soulsanger og sangskriver.
- 1985 - Aura Dione, dansk sanger og sangskriver.
- 1986 - Johannes Nymark, dansk skuespiller og sanger.
- 1995 - Mikkel Jensen, dansk fodboldspiller.
- 2001 - Jackson Brundage, amerikansk skuespiller.
- 2004 - Ingrid Alexandra, norsk prinsesse.

### Dødsfald
1551 Stygge Krumpen Dansk biskop
- 1793 - Ludvig 16., fransk konge (født 1754) - henrettet.
- 1801 - Peter Christian Abildgaard, dansk læge og veterinær samt grundlægger af Veterinærskolen (født 1740).
- 1829 - Kamma Rahbek, dansk kunstnervært (født 1775).
- 1831 - Ludwig Achim von Arnim, tysk digter (født 1781).
- 1924 - Vladimir Lenin, sovjetisk leder (født 1870).
- 1950 - George Orwell, britisk forfatter (født 1903).
- 1959 - Cecil B. DeMille, amerikansk filminstruktør (født 1881).
- 1968 - Kirsten Auken, dansk overlæge og forkæmper for seksualoplysning (født 1913).
- 1970 - Mogens Brandt, dansk skuespiller og gastronom (født 1909).
- 1984 - Jackie Wilson, amerikansk sanger og sangskriver (født 1934).
- 1997 - Tom Parker, amerikansk manager for Elvis Presley (født 1909).
- 1997 - Louis Miehe-Renard, dansk skuespiller (født 1919).
- 2002 - Peggy Lee, amerikansk sangerinde (født 1920).
- 2006 - Ibrahim Rugova, præsident i Kosovo (født 1944) - død af lungekræft.
- 2018 - Jens Okking, dansk skuespiller, tidl. medlem af Europaparlamentet (født 1939).
- 2020 - Terry Jones, walisisk skuespiller og komiker (født 1942).

|  | Denne datoartikel kan blive bedre, hvis der indsættes et (bedre) billede Du kan hjælpe ved at afsøge Wikimedia Commons for et passende billede eller uploade et godt billede til Wikimedia Commons iht. de tilladte licenser og indsætte det i artiklen. |